# 哈尔滨白俄

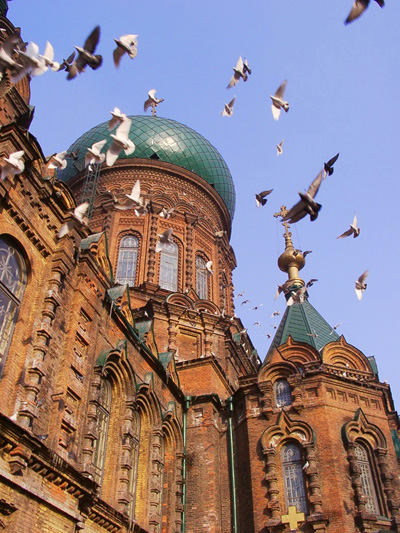
圣索菲亚教堂

哈尔滨白俄指十九世纪末至二十世纪中叶居住于哈尔滨的俄罗斯裔居民。
十九世纪末开始，俄国开始在北满修建“东清铁路”（中華民国建立后改称中东铁路），开始向铁路沿线，尤其是铁路枢纽哈尔滨移民。1918年，俄国爆发布尔什维克革命，大批俄国军人、贵族和平民避難至哈尔滨，使哈尔滨成为俄国境外最大的俄国人聚居地。哈尔滨白俄创办了几十间俄国人学校，并出版俄文杂志和报纸。
满洲国时代，白俄居民受到滿洲國政府的压制。1935年，苏联将中东铁路出售給满洲国。一些俄国人在苏联政府鼓励下返回苏联。后来这些人中的大多数受到斯大林领导的苏共清洗。
1949年中华人民共和国成立后，哈尔滨白俄大多陆续迁出。赫鲁晓夫上台后，1954、1955年又有大批哈尔滨白俄被当做侨民遣返回苏联。目前哈尔滨白俄及后裔分布于俄罗斯、美国、以色列及南美国家。

## 相关
- 十月革命時期的「白軍」
- 哈爾濱僑民